# Primaz da Alemanha
Primaz da Alemanha é um título hierárquico tradicionalmente dado ao mais importante Bispo da Alemanha.
O título foi ostentado desde pelo menos 965 pelo Arcebispo de Mogúncia, o mais eminente Arcebispo da Alemanha e o mais nobre Príncipe Eleitor do Santo Império Romano-Germânico, assim perdurando até 1803, quando o Arcebispado de Mogúncia foi secularizado. O Arcebispo de Mogúncia era legado nato (substituto) do Papa ao norte dos Alpes. Era também o primus inter pares dos Príncipes Eleitores e o presidente do Conselho dos Eleitores na Dieta Imperial. Como tal, tinha o direito de convocar e presidir o Colégio dos Eleitores para a eleição do novo imperador.
O título honorário de Primaz da Alemanha era também ostentado por outros eminentes prelados da Alemanha, primeiro pelo Arcebispo de Magdeburgo, até que o seu arcebispado foi secularizado, em 1648; posteriormente, pelo Arcebispo de Salzburgo. Desde então, o título pertence a esse Arcebispo, não obstante o fato de a cidade de Salzburgo estar atualmente situada na Áustria.